# Kotajärvi (sjö i Pielavesi, Norra Savolax, 63,47 N, 26,85 Ö)
Kotajärvi är en sjö i kommunerna Pielavesi och Idensalmi i landskapet Norra Savolax i Finland. Sjön ligger 122,9 meter över havet. Den är 6,2 meter djup. Arean är 39 hektar och strandlinjen är 3,68 kilometer lång. Sjön  ingår i Vuoksens huvudavrinningsområde.   Den ligger omkring 76 kilometer nordväst om Kuopio och omkring 380 kilometer norr om Helsingfors. 